# Audoen
Audoen, Aldowin – imię męskie pochodzenia germańskiego, złożone z członów alt – „stary” i wini – „przyjaciel”, a oznacza – stary przyjaciel. Patronem tego imienia jest św. Audoen (Aldowin, Aldwin), biskup Rouen.
Audoen imieniny obchodzi 24 sierpnia.
Znane postacie
- Audoen z Rouen – święty katolicki, biskup Rouen w latach 641–686
- Audoin – król Longobardów w latach 546–565.

Zob. też:
- Saint-Ouen-de-Thouberville
- Saint-Ouen-du-Breuil
- Saint-Ouen-du-Tilleul
- Saint-Ouen-le-Houx